# 14. pehotni polk (Italija)
14. pehotni polk Pinerolo (izvirno italijansko 14º Reggimento fanteria) je bil pehotni polk (Kraljeve) Italijanske kopenske vojske.

## Zgodovina
Polk je sodeloval na soški fronti prve svetovne vojne in v drugi italijansko-abesinski vojni; med drugo svetovno vojno je bil polk nastanjen v Franciji in v Grčiji.